# Schizobasis cuscutoides
Schizobasis cuscutoides ist eine Pflanzenart der Gattung Schizobasis in der Familie der Spargelgewächse (Asparagaceae). Das Artepitheton cuscutoides leitet sich vom griechischen Wort -oides für ‚-ähnlich‘ sowie dem Namen der Gattung Cuscuta ab.

## Beschreibung
Schizobasis cuscutoides wächst mit kugelförmigen Zwiebeln mit blassen Zwiebelschuppen. Das Aussehen und die Gestalt junger Laubblätter ist nicht bekannt.
Die ein bis drei, aufrechten Blütenstände erreichen eine Länge von bis zu 15 Zentimeter. Sie sind an den Knoten gewunden. Die 2 bis 3 Millimeter langen Brakteen sind an ihrer Basis gespornt. Die Blüten stehen an 0,5 bis 1 Zentimeter langen, bogig aufsteigenden Blütenstielen. Die ausgebreiteten Perigonblätter sind weiß und bis zu 4 Millimeter lang.

## Systematik und Verbreitung
Schizobasis cuscutoides ist im Süden von Namibia und in Südafrika  verbreitet.
Die Erstbeschreibung als Asparagus cuscutoides durch John Gilbert Baker wurde 1875 veröffentlicht. George Bentham und Joseph Dalton Hooker stellten die Art 1883 in die Gattung Schizobasis.
Synonyme sind Drimia cuscutoides (Burch. ex Baker) J.C.Manning & Goldblatt (2000) sowie Schizobasis schlechteri Baker (1901) und Schizobasis buchubergensis Dinter (1932).

## Nachweise